# Microstylum rufum
Microstylum rufum là một loài ruồi trong họ Asilidae. Microstylum rufum được Ricardo miêu tả năm 1925. Loài này phân bố ở vùng nhiệt đới châu Phi.